# TuS Hermannsburg

Der Turn- und Sportverein Hermannsburg e.V. von 1904 wurde als Männer-Turnverein (MTV) Hermannsburg gegründet. Heute ist der TuS Hermannsburg mit ca. 1650 Mitgliedern einer der größten Vereine im Landkreis Celle und bietet mit 16 Abteilungen ein umfangreiches Angebot. Bekannt ist der Verein insbesondere durch die international erfolgreiche Judo-Abteilung.

## Geschichte
Der kleine Ort Hermannsburg in der Lüneburger Heide hatte im Jahr 1904 rund 2.000 Einwohner. Der Wunsch nach gemeinsamer Freizeitgestaltung führte zu Überlegungen, einen Sportverein zu gründen. Nach einigen Vorgesprächen wurde de Gründung am 2. Juni 1904 im Hotel Bellevue, dem heutigen Hotel Heidehof, vollzogen. Der Sportbetrieb erfolgte in den ersten Jahrzehnten unter der Bezeichnung Männer-Turnverein Hermannsburg und beschränkte sich zunächst auf das Turnen und die Leichtathletik. Erst nach zwanzig Jahren wurde eine Fußballabteilung gegründet, weitere zehn Jahre danach, 1934, auch eine Handballabteilung. Im Jahr 1945 benannte sich der Verein in TuS Hermannsburg um.
Mit dem Tischtennis wurde 1946 eine weitere Sportart in das Programm des Vereins aufgenommen. In der Zeit zwischen 1947 und 1953 erfolgte die Errichtung des Fußballplatzes am Waldbad. Parallel wurde in den Jahren 1949 bis 1951 ein Schwimmbad erbaut. Weitere Abteilungen erweiterten das sportliche Angebot. Erweiterungen der Sportanlagen erfolgten 1977 mit der Installation einer Flutlichtanlage auf dem Fußballplatz und 1982 bis 1983 mit dem Bau einer Tennisheims. 2002 folgte die Errichtung einer Beachvolleyballanlage.

## Abteilungen
Der TuS Hermannsburg ist heute in sechzehn verschiedenen Abteilungen organisiert, die ein breites Angebot an Sportarten vertreten. Die älteste darunter ist die Abteilung Turnen, die mit der Gründung des Vereins 1904 besteht. Bereits kurze Zeit später gab es auch eine Leichtathletik-Abteilung. Seit 1924 besteht eine Fußballabteilung, die im Amateurbereich verblieb, jedoch mit Hans-Otto Hiestermann in den 1970er Jahren einen Spieler hervorbrachte, der in die Olympia-Amateur-Auswahl berufen wurde.
Die Handballabteilung wurde im Jahre 1934 ins Leben gerufen, gefolgt von der Abteilung Tischtennis, die 1946 gegründet wurde. Mit Fertigstellung des Schwimmbades Anfang der 1950er Jahre kam auch eine Schwimmabteilung auf. Volleyball wurde im Jahr 1958 in das feste Angebot des Vereins aufgenommen – gegründet zunächst als Volleyball Gemeinschaft Hermannsburg.
Im Jahr 1969 wurden zwei weitere Abteilungen gegründet: zum einen Faustball, sowohl im Hallen- als auch im Feldbetrieb, zum anderen die Judoabteilung, deren erfolgreiche Damenmannschaft in der zweiten Bundesliga kämpft. Zu den erfolgreichsten Judoka des Tus Hermannsburg zählen u. a. die Olympiateilnehmerin und Weltmeisterin von 1991 Frauke Eickhoff, die mehrfache deutsche Meisterin und Europameisterin von 2003 Katrin Beinroth, die deutsche Meisterin von 1997 Anja von Rekowski sowie Jasmin Sperling, die 1992 deutsche Vizemeisterin wurde.
In das Jahr 1978 fällt die Gründung der Abteilung Tanzen. Die weiteren Abteilungen entstanden in den 1980er Jahren, zunächst mit Tennis (1980), sowie nachfolgend Basketball (1983), Kanu (1984) und schließlich 1989 die Badminton-Abteilung.

## Weblink
- Offizielle Website